# Alopecosa auripilosa
Alopecosa auripilosa là một loài nhện trong họ Lycosidae.
Loài này thuộc chi Alopecosa. Alopecosa auripilosa được Ehrenfried Schenkel-Haas miêu tả năm 1953.